# District de Kitakanbara
Le district de Kitakanbara (北蒲原郡, Kitakanbara-gun) est un district de la préfecture de Niigata au Japon.
Au 1er mai 2014, sa population était de 13 896 habitants pour une superficie de 37,99 km2.

## Commune du district
- Seirō